# Parasmäe
Parasmäe is een plaats in de Estlandse gemeente Jõelähtme, provincie Harjumaa. De plaats heeft de status van dorp (Estisch: küla).

## Bevolking
Het dorp had 54 inwoners op 31 december 2011 en 64 inwoners op 31 december 2021.